# 웨스트사이드 하이웨이
웨스트사이드 하이웨이 또는 조 디마지오 하이웨이는 총 길이 8.72km의 뉴욕주 9번 주도 지상 구간 대부분을 일컫는 말로, 맨해튼 72번가에서 시작해서 허드슨강을 따라 뻗은 뒤 뉴욕시 맨해튼의 남쪽 끝에서 끝난다. 이 도로는 1929년 지어졌으나 1973년 유지의 어려움으로 폐쇄되었고 1989년 완전히 해체된 웨스트사이드 고가도로를 대체한 도로이다. 웨스트사이드 하이웨이는 72번가 북쪽에서 헨리 허드슨 파크웨이로 이어진다.